# Davison Clark
Pour les articles homonymes, voir Clark.
George Davison Clark, né le 15 janvier 1881 à Fresno (Californie) et mort le 4 novembre 1972 à Ventura (Californie), est un acteur américain (parfois crédité Davidson Clark).

## Biographie
Davison Clark débute au théâtre et joue notamment à Broadway (New York), où il apparaît pour la première fois dans The Gift de Julia Chandler et Alethea Luce (1924, avec Pedro de Cordoba et Doris Kenyon). Là, suivent quatre autres pièces, dont Los Angeles de Max Marcin et Donald Ogden Stewart (1927-1928, avec Jack La Rue et Helen Vinson).
S'ajoutent deux comédies musicales, Mercenary Mary (1925) et Fioretta (dernière prestation à Broadway, 1929, avec Dorothy Knapp et Lionel Atwill).
Au cinéma, il tourne un unique film muet, The Fortunate Youth de Joseph W. Smiley (1916, avec Lila Leslie). Puis, durant la période du parlant, il contribue à cent-quarante-huit autres films américains (où parfois il n'est pas crédité), le premier sorti en 1929, les quatre derniers en 1952 ; neuf sont réalisés par Cecil B. DeMille, comme Les Naufrageurs des mers du Sud (1942, avec John Wayne et Paulette Goddard) et Sous le plus grand chapiteau du monde (le neuvième, 1952, avec Charlton Heston et Betty Hutton) ; six autres sont dirigés par Josef von Sternberg, dont L'Impératrice rouge (1934, avec Marlene Dietrich et John Lodge).
Sa filmographie comprend de nombreux westerns, tels Le Retour de Frank James de Fritz Lang (avec Henry Fonda et Gene Tierney) et L'Odyssée des Mormons d'Henry Hathaway (avec Tyrone Power et Linda Darnell), tous deux sortis en 1940, ou encore La Rivière rouge d'Howard Hawks (1948, avec John Wayne et Montgomery Clift).
Pour la télévision américaine, il collabore à deux séries de western, Les Aventures de Kit Carson (un épisode, 1951), puis Cisco Kid (un épisode, 1953), ultime rôle à l'écran.
Davison Clark meurt en 1972, à 91 ans.

## Théâtre à Broadway (intégrale)
(pièces, sauf mention contraire)
- 1924 : The Gift de Julia Chandler et Alethea Luce : Paul Bain
- 1925 : Mercenary Mary, comédie musicale, musique et lyrics de William B. Friedlander et Con Conrad, livret d'Isabelle Leighton et William B. Friedlander, mise en scène de ce dernier : Bellamy Shepard
- 1926 : Hush Money d'Alfred G. Jackson et Mann Page : Smiler
- 1926-1927 : Howdy, King de Mark Swan : Duke D'Alvar
- 1927-1928 : Los Angeles de Max Marcin et Donald Ogden Stewart, production de George M. Cohan : Lucius Towne
- 1928 : The Great Power de, produite et mise en scène par Myron Coureval Fagan : Juge Ben Forrest
- 1929 : Fioretta, comédie musicale, musique et lyrics de George Bagby et G. Romilli, livret d'Earl Carroll : Capitaine de la garde

## Filmographie

### Cinéma (sélection)
- 1916 : The Fortunate Youth de Joseph W. Smiley : Colonel James Winwood
- 1931 : Monnaie de singe (Monkey Business) de Norman Z. McLeod : un contrôleur des passeports
- 1931 : The Vice Squad de John Cromwell : le médecin
- 1931 : Agent X 27 (Dishonored) de Josef von Sternberg : le président de la cour martiale
- 1931 : Le Chemin du divorce (The Road to Reno) de Richard Wallace : Juge J. V. Mack
- 1932 : La Belle Nuit (This Is the Night) de Frank Tuttle : un cadre du studio
- 1932 : Blonde Vénus (Blonde Venus) de Josef von Sternberg : un barman
- 1932 : Nuit d'aventures (Central Park) de John G. Adolfi : le policier Eddie
- 1932 : Miss Pinkerton de Lloyd Bacon : un sergent de police
- 1933 : L'affaire se complique (Hard to Handle) de Mervyn LeRoy : le deuxième agent fédéral
- 1933 : La Soupe au canard (Duck Soup) de Leo McCarey : le ministre des finances
- 1933 : Jennie Gerhardt de Marion Gering : le médecin de Vesta
- 1933 : Scandales romains (Roman Scandals) de Frank Tuttle : Pete, l'huissier
- 1934 : L'Impératrice rouge (The Scarlet Empress) de Josef von Sternberg : Archimandrite Simeon Todorsky
- 1934 : Le Grand Barnum (The Mighty Barnum) de Walter Lang : Horace Greeley
- 1934 : Résurrection (We Live Again) de Rouben Mamoulian : Tikhon
- 1934 : Mariage secret (The Secret Bride) de William Dieterle : un sergent au Sénat
- 1935 : Les Misérables (titre original) de Richard Boleslawski : Marcin
- 1935 : La Double Vengeance (The Murder Man) de Tim Whelan : Powell, directeur de la prison de Sing Sing
- 1935 : Anna Karénine (Anna Karenina) de Clarence Brown : le chef de gare
- 1935 : Crime et Châtiment (Crime and Punishment) de Josef von Sternberg : un policier
- 1936 : Sa Majesté est de sortie (The King Steps Out) de Josef von Sternberg : un boulanger
- 1936 : Message à Garcia (A Message to Garcia) de George Marshall : un amiral
- 1936 : Anthony Adverse de Mervyn LeRoy : un voyageur
- 1936 : Une aventure de Buffalo Bill (The Plainsman) de Cecil B. DeMille : James Speed
- 1936 : Saint-Louis Blues (Banjo on My Knee) de John Cromwell : un sergent de police
- 1937 : L'Amour en première page (Love Is News) de Tay Garnett : l'imprimeur
- 1937 : La Révolte (San Quentin) de Lloyd Bacon : un garde au parloir
- 1937 : Sa dernière chance (This Is My Affair) de William A. Seiter : Tim
- 1937 : Le Couple invisible (Topper) de Norman Z. McLeod : un sergent de police
- 1937 : Âmes à la mer (Souls at Sea) d'Henry Hathaway : un huissier
- 1937 : Quarante-cinq Papas (45 Fathers) de James Tinling : le shérif
- 1938 : L'Île des angoisses (Gateway) d'Alfred L. Werker : un inspecteur
- 1938 : L'Incendie de Chicago (In Old Chicago) d'Henry King : un sergent de police
- 1938 : Les Flibustiers (The Buccaneer) de Cecil B. DeMille : Colonel Butler
- 1938 : L'Insoumise (Jezebel) de William Wyler : un shérif-adjoint
- 1939 : L'Île du Diable (Devil's Island) de William Clemens : le capitaine de gendarmerie
- 1939 : Oklahoma Terror (en) de Spencer Gordon Bennet : Cartwright
- 1939 : Au service de la loi (Sergeant Madden) de Josef von Sternberg : un sergent de police
- 1939 : Pacific Express (Union Pacific) de Cecil B. DeMille : un médecin
- 1939 : Monsieur Smith au Sénat (Mr. Smith Goes to Washington) de Frank Capra : un membre d'une commission
- 1939 : Le Roi des reporters (The Housekeeper's Daughter) d'Hal Roach : un policier

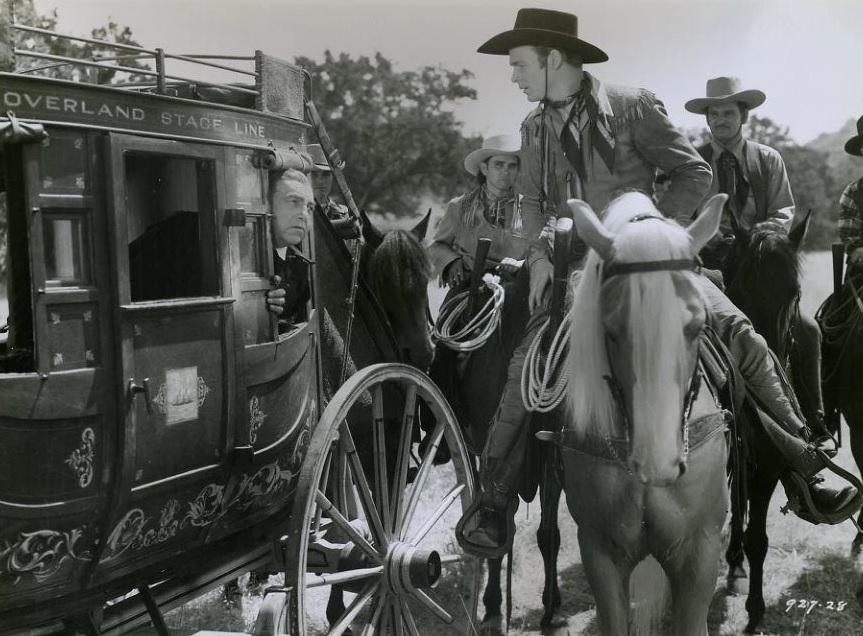
À bord de la diligence, discutant avec Roy Rogers, dans The Ranger and the Lady (1940)

- 1940 : L'Odyssée des Mormons (Brigham Young) d'Henry Hathaway : Johnson
- 1940 : Les Tuniques écarlates (North West Mounted Police) de Cecil B. DeMille : Dr Roberts, le chirurgien
- 1940 : Chante mon amour (Bitter Sweet) de W. S. Van Dyke : un employé du casino
- 1940 : The Ranger and the Lady (en) de Joseph Kane : Sam Houston
- 1940 : Le Retour de Frank James (The Return of Frank James) de Fritz Lang : un officier
- 1941 : La Grande Évasion (High Sierra) de Raoul Walsh : un shérif-adjoint
- 1941 : Les Oubliés (Blossoms in the Dust) de Mervyn LeRoy : un conseiller municipal
- 1941 : La Reine des rebelles (Belle Starr) d'irving Cummings : un barman
- 1942 : Gentleman Jim de Raoul Walsh : un actionnaire
- 1942 : Les Naufrageurs des mers du Sud (Reap the Wild Wind) de Cecil B. DeMille : Juge Marvin
- 1942 : Tennessee Johnson de William Dieterle : un sénateur
- 1943 : La Vie aventureuse de Jack London (Jack London) d'Alfred Santell : un commissaire
- 1943 : Le Chant de Bernadette (The Song of Bernadette) d'Henry King : un moine dominicain
- 1944 : L'Odyssée du docteur Wassell (The Story of Dr. Wassell) de Cecil B. DeMille : Dr Holmes
- 1944 : C'est arrivé demain (It Happened Tomorrow) de René Clair : Mac
- 1944 : Les Aventures de Mark Twain (The Adventures of Mark Twain) d'Irving Rapper : Henry Wadsworth Longfellow
- 1944 : Le Président Wilson (Wilson) d'Henry King : Champ Clark
- 1945 : Le Prix du bonheur (You Came Alone) de John Farrow : un garde
- 1945 : La Blonde incendiaire (Incendiary Blonde) de George Marshall : le patron du bar clandestin
- 1945 : Les Quatre Bandits de Coffeyville (The Daltons Rides Again) de Ray Taylor : Kittredge
- 1947 : Les Conquérants d'un nouveau monde (Unconquered) de Cecil B. DeMille : M. Carroll
- 1947 : Le Maître de la prairie (The Sea of Grass) d'Elia Kazan : un vacher

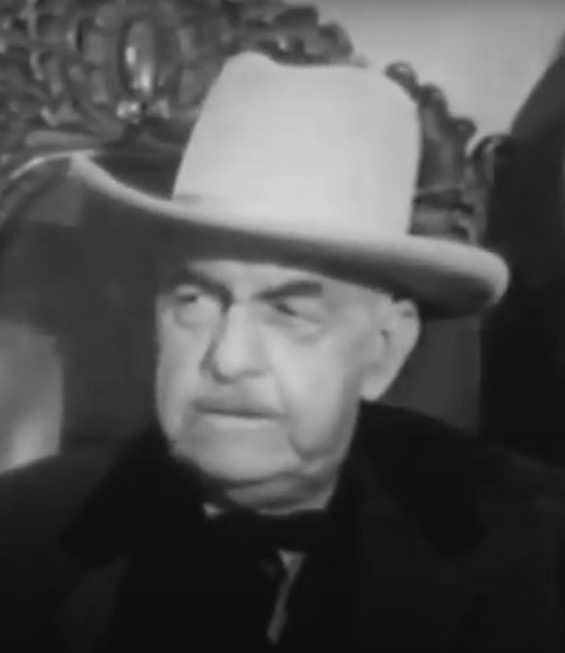
Dans la série Les Aventures de Kit Carson, épisode Enemies of the West (1951)

- 1948 : L'Indomptée (B.F.'s Daughter) de Robert Z. Leonard : un portier sur Park Avenue
- 1948 : Le Destin du fugitif (Four Faces West) d'Alfred E. Green : Burnett
- 1948 : La Rivière rouge (Red River) d'Howard Hawks : M. Meeker
- 1948 : La Proie (Cry of the City) de Robert Siodmak : un policier monté
- 1949 : Samson et Dalila (Samson and Delilah) de Cecil B. DeMille : le prince marchand
- 1952 : L'Étoile du destin (Lone Star) de Vincent Sherman : un sénateur
- 1952 : Sous le plus grand chapiteau du monde (The Greatest Show on Earth) de Cecil B. DeMille : le fermier Sam

### Télévision (intégrale)
- 1951 : Les Aventures de Kit Carson (The Adventures of Kit Carson), saison 1, épisode 7 Enemies of the West de Lew Landers : Juge Spence
- 1953 : Cisco Kid (The Cisco Kid), saison 3, épisode 18 Church in the Town : Luke Gray